# Pyrus uyematsuana
Pyrus uyematsuana är en rosväxtart som beskrevs av Tomitaro Makino. Pyrus uyematsuana ingår i släktet päronsläktet, och familjen rosväxter. Inga underarter finns listade i Catalogue of Life.